# Уктурское сельское поселение
Уктурское се́льское поселе́ние — муниципальное образование в Комсомольском районе Хабаровского края Российской Федерации. 
Образовано в 2004 году.
Административный центр и единственный населённый пункт — посёлок Уктур. Ранее сельское поселение включало упразднённые в связи с отсутствием населения:  до 2011 года — посёлок при станции Аксака и до 2015 года — разъезд 135 км.

## Население
| 2010  | 2011  | 2012  | 2013  | 2014  | 2015  | 2016  |
| ----- | ----- | ----- | ----- | ----- | ----- | ----- |
| 1715  | ↗1728 | ↘1687 | ↘1648 | ↘1616 | ↘1597 | ↘1561 |
| 2017  | 2018  | 2019  | 2020  | 2021  |       |       |
| ↘1540 | ↘1517 | ↘1488 | ↘1445 | ↘1268 |       |       |